# Anáfora zero
Anáfora zero ou nula é o fenômeno pelo qual uma certa classe de pronomes pode ser omitida quando puderem de algum modo ser inferidos pragmaticamente (essa condição varia entre as diversas línguas, sendo até ser difícil de ser definida). Línguas em que existe isso são chamadas pro-drop (redução de de pronoun-dropping, do inglês para ‘supressão de pronome’).

## Línguas "pro-drop"
A condição pro-drop, na qual sentenças apresentam a forma verbal sem a presença do pronome são mais comuns nas línguas com uma conjugação complexa e bem variável conforme a Pessoa gramatical. Nessas línguas, a própria forma do verbo conjugado já deve identificar o pronome a ser inferido e a ausência desse pronome não prejudica a compreensão da sentença. O fenômeno pro-drop também pode ocorrer em outras situações nas quais o pronome pode ser inferido pelo contexto da sentença. Essa ocultação do Pronome é mais comum quando esse é o Sujeito da sentença.
Dentre as línguas mais importantes e mais faladas podem ser destacadas como Pro-drop estão:
- Japonês - a ausência do Pronome não corre somente quando esse é Sujeito, mas em todos os contextos gramaticais.
- Chinês (idem acima)
- Eslavas (idem acima, mas parcialmente)

Há outras línguas amplamente Pro-drop, tais como:
- da Ásia
  - Línguas mongólicas
  - Línguas dravídicas
  - Línguas paleo-siberianas
- da África
  - Línguas nigero-congolesas
  - Línguas Khoisan
  - Línguas nilóticas
- da Oceania (Línguas austronésias)
  - Línguas Pama-Nyungan
  - Algumas línguas papuanas da Nova Guiné
- das Américas
  - muitas das Línguas indígenas das Américas
  - Língua de Sinais Americana - visando simplificação

### No sujeito
Outras línguas apresentam a não presença do Pronome quando esse é o sujeito. Nesse caso temos:
- Línguas românicas como espanhol, italiano, occitano, catalão, romeno, português e outras (com a notável exceção do francês, cuja conjugação não distingue todas as pessoas, a não ser na escrita)[1]
- Línguas balto-eslávicas, pode haver ausência da pessoa gramatical[2]

### Parciais
São parcialmente ou ocasionalmente Línguas pro-drop as seguintes, dentre outras:
- Islandês
- Línguas altaicas, como o Turco
- Inglês - por vezes na linguagem falada na forma informal; também pronomes relativos em algumas orações subordinadas.
- hebraico - parcialmente, nos tempos Futuro e Passado
- Línguas fino-úgricas:
  - Finlandês - há omissão das primeira e segunda pessoas em frase simples.
  - Estoniano - idem ao finlandês, mas somente na língua falada.
  - Húngaro - podem ser omitidos Pronomes tanto com Sujeito ou como Objeto, podendo, porém, aparecer com sentido de ênfase.